# 2015 في ماليزيا
فيما يلي قوائم الأحداث التي وقعت خلال عام 2015 في ماليزيا.

## سياسة

### انتهاء فترة المنصب
- 16 يونيو – أنور إبراهيم عضو ديوان الرعية ‏.

## رياضة
- 15 مارس – طواف لانكاوي 2015

## وفيات

### فبراير
- 12 فبراير – نئ عبد العزيز نئ مت (مواليد 1931) سياسي ماليزي.